# فويادين بوشكوف

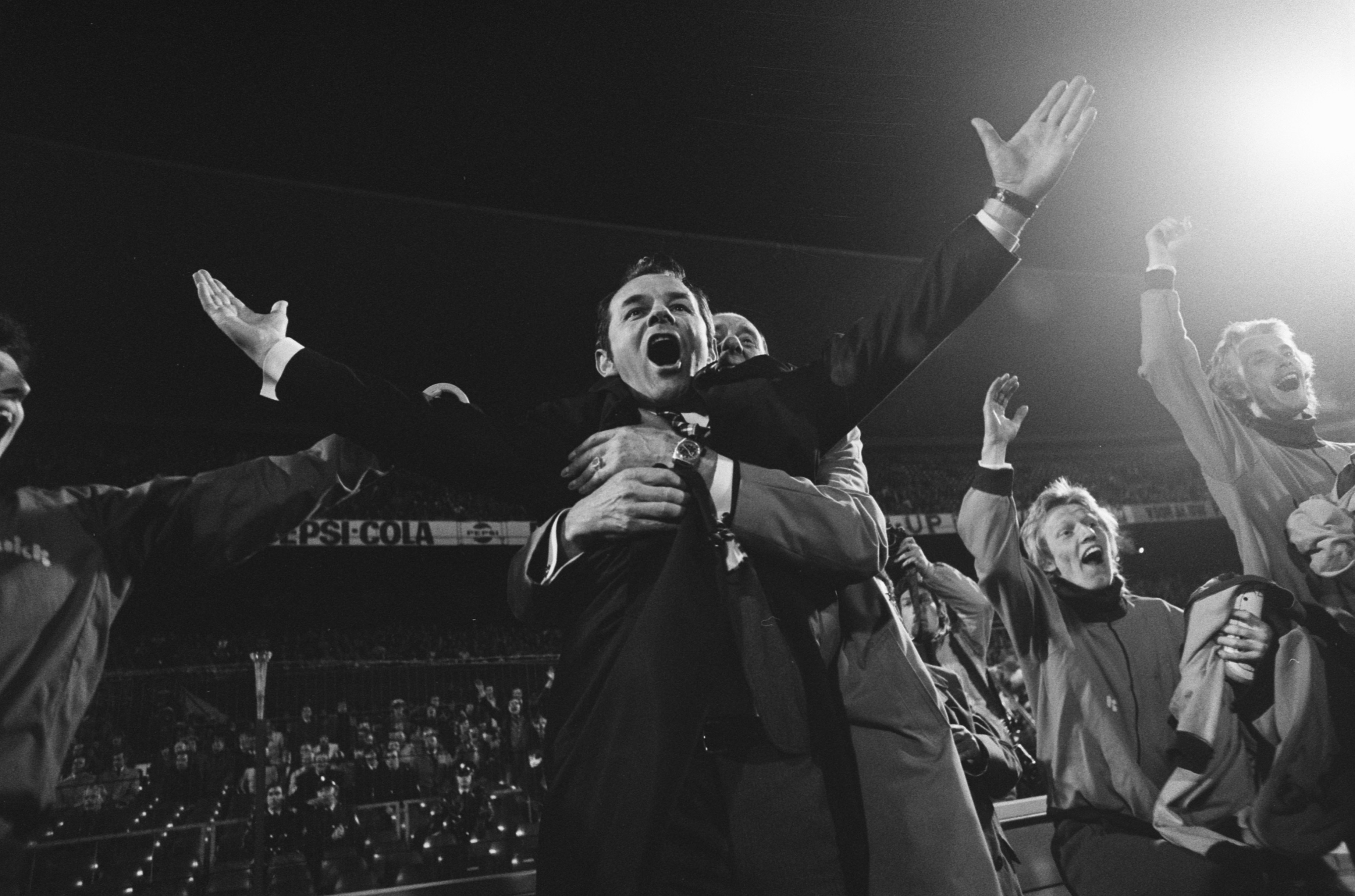
فويادين بوشكوف

فويادين بوشكوف (بالصربية: Вујадин Бошков)‏، (16 مايو 1931 – 27 أبريل 2014 في بيغيتش، يوغسلافيا)، لاعب ومدرب كرة قدم يوغسلافي سابق.
لعب مع منتخب يوغسلافيا لكرة القدم، درب منتخب يوغسلافيا لكرة القدم بين عامي 1999 و2000.